# 經濟博物館-王家金庫

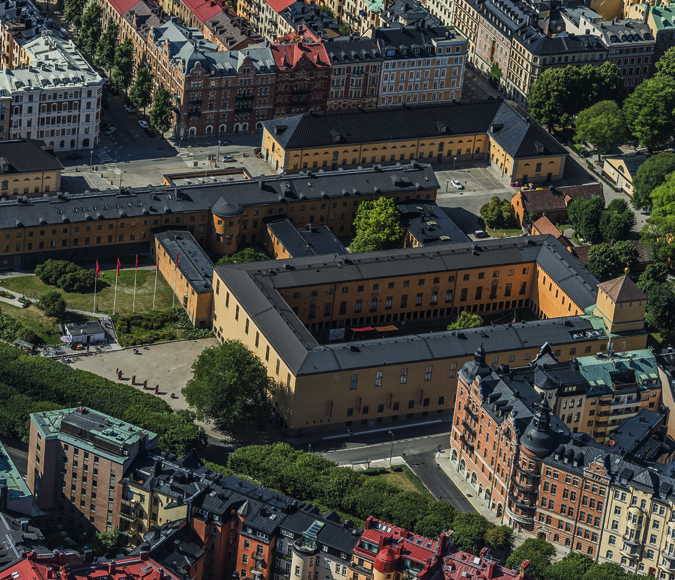

經濟博物館 - 王家金庫（瑞典語：Ekonomiska museet - Kungliga Myntkabinettet）是位於瑞典斯德哥爾摩市中心的一座博物館，主要展示有關錢幣和經濟史的內容。

## 外部連結
- 维基共享资源上的相關多媒體資源：經濟博物館-王家金庫
- Official site in English （页面存档备份，存于）